# Mladen Urem
Mladen Urem (Rijeka, 16. travnja 1964.), hrvatski je književni kritičar, publicist i urednik.

## Životopis
Mladen Urem rodio se je u Rijeci 1964. godine. Diplomirao je radiologiju na Medicinskom fakultetu, te hrvatski jezik i književnost na Filozofskom fakultetu. Bio je pjevač i gitarist new wave rock sastava Istočni izlaz (1980. – 1982.). Zastupljen je u Maloj enciklopediji hrvatske pop i rock glazbe (1994.). Urednik za književnost u listu Val (1985. – 1989.), osnivač i glavni i odgovorni urednik književnog časopisa Rival (1988. – 2000.) i Biblioteke Val – edicije autorskih knjiga (od 1987.). Suosnivač je filološkog časopisa Fluminensia (1989.), osnivač i glavni urednik časopisa za kulturu Sušačka revija (1993. – 1995.) i glavni urednik časopisa Dometi (1996.). 
Napravio je u ratnom broju časopisa Rival (1-4/1991.) prvi pregled hrvatskih književnih radova nastalih na bojištu početkom Domovinskog rata (1991. – 1995.). 
Za trinaest godina izlaženja, u časopisu Rival objavio je 800 autora i njihovih priloga iz hrvatske i svjetske književnosti i umjetnosti. Časopis je tijekom izlaženja predstavio mnoge pojave u svjetskoj kulturi devedesetih godina 20. stoljeća, pisce koji su kasnije dobili respektabilne nagrade i priznanja (V. S. Naipaul – Nobelova nagrada, te brojni drugi) i smatran je jednim od najznačajnijih časopisa u Hrvatskoj. Rival je također objavljivao prevedene hrvatske književnike na engleski i ostvario značajnu suradnju s časopisima engleskog govornog područja. 
Objavio je u američkoj i hrvatskoj periodici veći broj eseja i studija iz novije hrvatske književnosti, a poglavito istraživanja života i djela Janka Polića Kamova. U suradnji s Dolores Čikić i Borisom Zakošekom istraživao je rodoslovlje Dore Maar (1907. – 1997.) i njezina oca arhitekta Josipa Markovića (Sisak, 1874. – Pariz, 1969.) za francusku kuću Andriveau iz Pariza i o tome objavio radove u Večernjem listu i u pogovoru knjige Dora Maar – zatočenica pogleda Alicije Dujovne Ortiz (Zagreb, 2004.). 
Suradnik je američkih časopisa za književnost Grand Street (New York), Partisan Review (Boston), World Literature Today (Norman, Oklahoma) i Corner (Oakland, California) u kojima je objavio djela hrvatskih pisaca Janka Polića Kamova, Miroslava Krleže, Ive Andrića i Ivana Gorana Kovačića. 
Surađivao je sa znamenitim američkim piscima i urednicima; Deborah Treisman (1971.), Williamom Phillipsom (1907. – 2002.), Robertom W. Binghamom (1966. – 1999.) i drugima. 
Objavio je gotovo dvjesto tekstova iz hrvatske književnosti i uredio isto toliko knjiga. U više navrata bio je član komisije za dodjelu književne nagrade Drago Gervais i Nagrade grada Rijeke. Član je hrvatskog PEN Centra u Zagrebu. Zaposlen je u Državnom arhivu u Rijeci kao voditelj Odjela arhivske čitaonice, knjižnice i nakladničke djelatnosti.

## Djela
Objavio je knjige:
- Riječki krug redom, 1987.
- Pogledom u riječ, 1987.
- Janko Polić Kamov Selected Short Stories and Poems, 1997.
- Dan velikih valova: (proza i poezija Rivalova naraštaja s bibliografijom časopisa 1988. – 2000. i biblioteke 1987. – 2001., suautorstvo s Goranom Ušljebrkom i Milanom Zagorcem, 2001.
- Pavica Julija Kaftanić, suautorstvo s Borisom Zakošekom, Lovorkom Ruck i Igorom Žicom, 2005.
- Southerly Thoughts and Other Stories: An Anthology of Croatian Short Stories by Ksaver Šandor Gjalski, Janko Polić Kamov, Miroslav Krleža, Vladan Desnica, Ranko Marinković, Slobodan Novak, Ivan Aralica, Ivan Slamnig, Antun Šoljan and Nedjeljko Fabrio; Selection By Mladen Urem, Damir Biličić and Želimir Galjanić, 2005.
- Janko Polić Kamov, Dora Maar i hrvatska avangarda, 2006.
- Janko Polić Kamov & njegovo i naše doba: priručnik za čitanje Kamova 100 godina poslije, suautor Milan Zagorac, 2010.